# Contrada del Rovello
La Contrada del Rovello è stata una contrada di Milano appartenente al sestiere di Porta Comasina.

## Confini
Il confine tra la contrada del Rovello e della contrada del Cordusio correva dalla metà di via Tommaso Grossi all'angolo di via Rovello. Il confine della contrada del Rovello continuava lungo via Cusani fino a via Broletto e via Lauro. Il confine tra la contrada del Rovello e il sestiere di Porta Nuova si sviluppava dall'incrocio tra le vie Lauro e Boato, alla metà di via Grossi.

## Luoghi di culto
Tra gli edifici religiosi presenti entro i confini della contrada del Rovello, sono degni di nota la chiesa di San Tomaso in Terramara, ancora esistente, la chiesa di San Cipriano in Corduce, la chiesa di Sant'Ilario e la chiesa di San Marcellino, tutte invece scomparse. 
Da segnalare la presenza, un tempo, di una cappella di famiglia chiamata in cruce Sicheriorum o de Sigeriis, che apparteneva alla famiglia Sigerii (o de Sigeris) e che è stata poi annessa alla chiesa di San Tomaso in Terramara.

## Storia

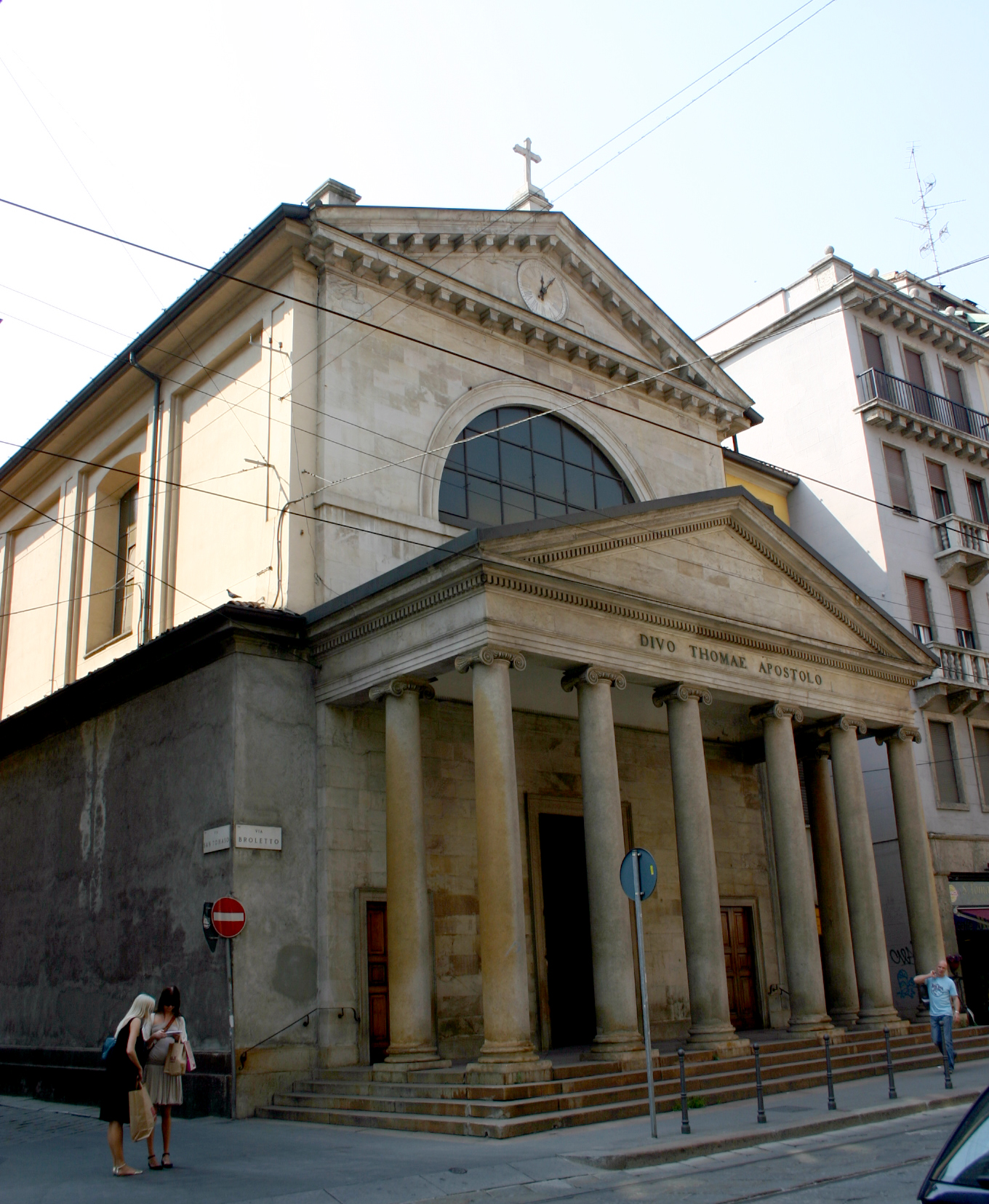
La chiesa di San Tomaso in Terramara

L'etimologia della contrada del Rovello deriverebbe dalla pianta del rovo (in dialetto milanese rovéda o roéda). Sarebbe da scartare la teoria che vorrebbe che il toponimo derivi da "ruota" (in dialetto milanese ròda), sebbene una ruota sia presente nello stemma nobiliare dei Rovello, famiglia milanese che prende il nome dalla contrada.     
Ospitava parte del quartiere annonario del sestiere di Porta Comasina, la cui restante porzione, era situata nella Nobile Contrada del Cordusio. Entro i confini della contrada del Rovello, in via Broletto, all'interno di Palazzo Carmagnola, ebbe sede il municipio di Milano dal 1786 al 1861: in precedenza la sede del comune si trovava nel Palazzo della Ragione, mentre nel 1861 è stato trasferito a Palazzo Marino, dove è situato tuttora.
Della contrada faceva parte lo storico quartiere "Terramara" (o "Terramala"), che diede poi il nome alla chiesa di San Tomaso in Terramara. Il nome di questo quartiere potrebbe derivare da Terra Mala, con un richiamo all'originaria funzione di questa area, che era destinata all'esecuzione delle sentenze di condanna a morte dei criminali. 
Sempre la medesima origine aveva l'altro nome con cui era conosciuta la chiesa chiesa di San Tomaso: in Cruce de Sigeriis. In origine la denominazione forse era in truce Sicheriorum, con una richiamo quindi alle condanne a morte dei criminali. Questo toponimo, oltre a essere associato alla chiesa, diede poi il nome alla già citata famiglia dei de Sigeriis e alla loro cappelletta, che fu annessa alla chiesa di San Tomaso. Da questo accorpamento derivò poi uno dei nomi con cui la predetta chiesa era conosciuta. Il toponimo "in Corduce" della chiesa di San Cipriano richiamava invece l'antico nome con cui era conosciuto il quartiere del Cordusio, che era situato poco lontano.

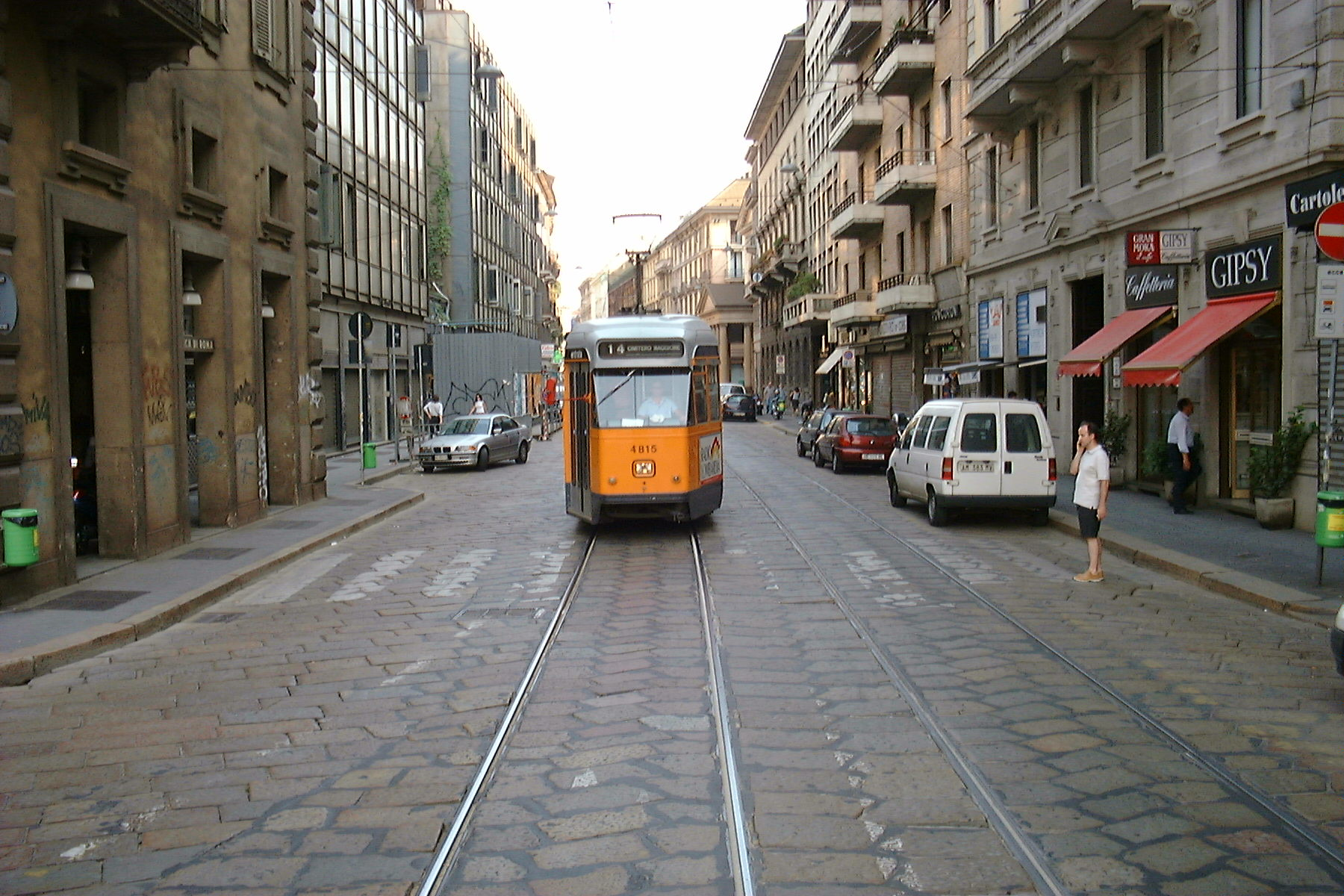
La moderna via Broletto a Milano

Degna di nota l'etimologia della via Solata. "Solata", nella lingua volgare dell'epoca, significava "piccolo campo" oppure "luogo pubblico di vendita del grano" o ancora, secondo le tesi più accreditate, "via lastricata" (cfr. "suola"). Via Solata diventò poi uno dei tronchi della strada successivamente chiamata "via Broletto". Il cambio di denominazione avvenne nel 1786, quando ci fu il trasferimento della sede del comune, chiamato a quei tempi broletto. Esiste una via Solata, avente la stessa etimologia, ovvero "via lastricata", anche a Bergamo.
Altra intitolazione degna di nota è quella di via Bassano Porrone, chiamata in questo modo in onore del condottiero milanese morto nel 1625 nell'assedio di Verrua Savoia. L'intitolazione fu voluta da Gómez Suárez de Figueroa y Córdoba, governatore spagnolo di Milano dal 1618 al 1625 e dal 1631 al 1633. In precedenza via Bassano Porrone era forse intitolata "via San Protaso ai Monaci", passato poi come "via San Protaso" a una moderna via che diparte proprio da un'estremità di via Bassano Porrone. Probabilmente l'intitolazione di via Bassano Porrone in origine era più lunga, dato che continuava oltre l'incrocio da cui oggi dipartono via San Protaso, via dei Clerici e via San Dalmazio.  
Il tratto della moderna via Broletto dall'ex piazzale di Ponte Vetero alla chiesa di San Tomaso in Terramara si chiamava invece via San Tomaso (la strada proseguiva poi con lo stesso nome lungo un troncone che è conosciuto ancora oggi con il nome di "via San Tommaso"). In particolare via San Tomaso continuava fino a via Rovello, per poi proseguire con il nome di via Broletto (anticamente questo tratto di strada era forse conosciuto come "via San Marcellino"). La moderna via Broletto, come già accennato, è invece un'altra strada, intitolata in questo modo solo successivamente, nel 1786.